# Municipio de Palmyra (Illinois)
El municipio de Palmyra (en inglés: Palmyra Township) es un municipio ubicado en el condado de Lee en el estado estadounidense de Illinois. En el año 2010 tenía una población de 2906 habitantes y una densidad poblacional de 31,58 personas por km².

## Geografía
El municipio de Palmyra se encuentra ubicado en las coordenadas 41°51′35″N 89°34′49″O / 41.85972, -89.58028. Según la Oficina del Censo de los Estados Unidos, el municipio tiene una superficie total de 92.01 km², de la cual 90,19 km² corresponden a tierra firme y (1,99 %) 1,83 km² es agua.

## Demografía
Según el censo de 2010, había 2906 personas residiendo en el municipio de Palmyra. La densidad de población era de 31,58 hab./km². De los 2906 habitantes, el municipio de Palmyra estaba compuesto por el 95,04 % blancos, el 1,24 % eran afroamericanos, el 0,14 % eran amerindios, el 1,03 % eran asiáticos, el 1,31 % eran de otras razas y el 1,24 % eran de una mezcla de razas. Del total de la población el 4,82 % eran hispanos o latinos de cualquier raza.